# Patricia Nell Warren
Patricia Nell Warren (Helena, Montana; 15 de junio de 1936 - 9 de febrero de 2019) fue una escritora, periodista y activista por los derechos de gais y lesbianas.

## Biografía
Como periodista, trabajó en España entre 1964 y 1972, como corresponsal de la publicación Reader's Digest, residiendo en Cantabria, donde aprendió español. Durante esta estancia se aficionó a los toros, cosa que le servirá de inspiración para su novela El hombre bravo.
A lo largo de su vida perteneció a diversas organizaciones, entre ellas La Comisión de Educación del Distrito de Los Ángeles.
Su obra ha sido traducida a diez idiomas; en castellano ha sido traducida por la Editorial Egales. Siendo su novela más popular The Front Runner (El corredor de fondo), del que se han vendido aproximadamente diez millones de ejemplares en todo el mundo y traducida a diez idiomas. Esta novela inspiró a un grupo de atletas gais y lesbianas de San Francisco a crear en 1974 'Frontrunners', un club de gais, lesbianas, bisexuales y transgéneros, que se reúnen para practicar atletismo Actualmente existen clubes de Frontrunners en Alemania, Australia, Canadá, Dinamarca, Estados Unidos, Finlandia, Francia, Irlanda, Italia, México, Noruega, Nueva Zelanda, Países Bajos, Reino Unido, Suiza y Uruguay.
Warren ha publicado ocho novelas, cuatro de ellas traducidas al castellano por la Editorial Egales: El corredor de fondo, La carrera de Harían, El hijo de Büíy y El hombre bravo.
En diciembre de 2006 anunció su candidatura al City Council de West Hollywood, California, pero no fue elegida.

## Obra
Obra traducida al español:
- El corredor de fondo (The Front Runner) (1974)
- El sacerdote (The Fancy Dancer) (1976)
- La carrera de Harlan (Harlan's Race) (1994)
- El hijo de Billy (Billy's Boy) (1997)
- El hombre bravo (The Wild Man) (2001)
- El vestuario de color rosa (The Lavender Locker Room) (2006)

Obra no traducida:
- The Tragedy of Bees (1960)
- Legends and Dreams (1964)
- Pink Cities (1969)
- The Last Centennial (1971)
- The Beauty Queen (1978)
- One is the Sun (1991)
- My West: Personal Writings on the American West (2011)